# The Circus Starring Britney Spears
The Circus Starring Britney Spears foi a sétima turnê da artista musical estadunidense Britney Spears, em suporte de seu sexto álbum de estúdio Circus (2008). Após o lançamento do quinto disco de Spears Blackout em outubro de 2007, circularam rumores de que Spears estaria planejando uma turnê mundial; contudo, foi cancelada por razões desconhecidas. A digressão foi oficialmente anunciada em dezembro de 2008, com datas das etapas norte-americanas e britânicas sendo reveladas. O palco era composto de três anéis e definido como in-the-round para se assemelhar a um circo real. Os designers de moda Dean e Dan Caten criaram os figurinos da excursão. Uma tela cilíndrica gigante foi feita acima do palco como um dos planos de fundo, onde eram transmitidos interlúdios. Os efeitos especiais foram fornecidos por Solotech. O mágico Ed Alonzo fez parte da turnê durante o seu segundo segmento. O repertório foi composto geralmente por faixas dos álbuns In the Zone, Blackout e Circus. Spears anunciou que ela faria uma turnê pela Austrália pela primeira vez em Junho de 2009.
A turnê foi descrita como uma "extravagância pop" e foi divida nos segmentos The Circus, House of Fun (Anything Goes), Freakshow-Peepshow, Electro Circ e o bis. O primeiro apresentou uma metamorfose de Spears de uma mestre para uma escrava, enquanto está sendo cercada por diferentes artistas. O segundo exibiu uma série de números com temas diferentes, incluindo mágicas e militares, e terminava com uma apresentação inspirada em Bollywood e uma balada em que Spears a apresentava flutuando em um guarda-chuva gigante. O terceiro bloco apresentou um interlúdio com música heavy metal e continha com performances obscuras e sexuais. O segmento seguinte exibia rotinas de dança enérgicas e o final consistia em uma montagem de vídeos musicais de Spears e uma apresentação com tema policial. Algumas mudanças foram feitas para os showss em toda a turnê. Várias canções foram remixadas. Spears também interpretou "Mannequin" em concertos europeus selecionados e regravou canções de Duffy e Alanis Morissette em algumas datas na América do Norte.
A digressão recebeu análises mista por parte da mídia especializada, a qual prezou sua estética e a consideraram como um show divertido, enquanto outros criticaram a falta do envolvimento de Spears durante alguns segmentos. Foi um sucesso comercial, lucrando um total de US$ 131.8 milhões (US$ 144.8883.915 em 2014). Um grande número de ingressos foram vendidos dentro em sua semana de lançamento, o que levou a adição de mais datas. A turnê também quebrou recordes de comparecimento em muitas cidades, com todos os shows norte-americanos sendo vendidos. Tornou-se a quinta maior em bilheteria de 2009, bem como a quinta maior bilheteria de uma artista feminina. Os espetáculos australianos geraram controvérsia depois que um repórter relatou que um grande número de fãs deixaram as apresentações antes do final devido ao Spears usar playback. No entanto, isso foi posteriormente negado pelo gerenciamento de Spears e por seus promotores.

## Antecedentes e anúncio

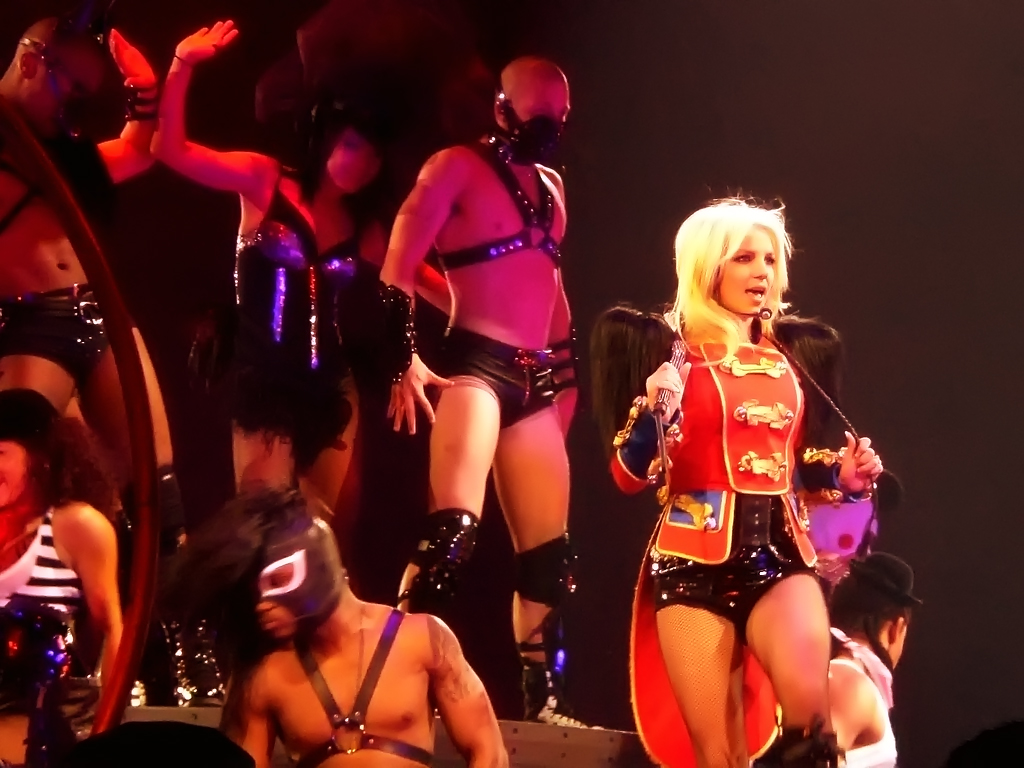
"Circus" foi interpretada como o número de abertura.

Em 9 de setembro de 2007, Spears abriu os MTV Video Music Awards de 2007 com uma apresentação de "Gimme More", primeira faixa de trabalho de seu quinto álbum de estúdio Blackout (2007). Sua última interpretação ao vivo ocorreu em maio do mesmo ano durante a turnê residencial The M+M's Tour. Os vocais, os passos de dança e o figurino de Spears foram comentados negativamente, com muitos considerando que foram prejudiciais à sua carreira. Nas semanas iniciais do mês seguinte, foi relatado por periódicos como a Rolling Stone e o The Hollywood Reporter que Spears estaria planejando uma turnê mundial em razão de divulgação do disco, cuja notícia foi negada pela então gravadora de Spears, Jive Records. Em fevereiro do ano seguinte, foi noticiado que Spears já ensaiado em particular por um mês no Millenium Dance Complex — situado em Los Angeles, Califórnia — e que estaria deixando a Europa nas semanas seguintes para uma digressão mundial. Entretanto, tal excursão foi cancelada, cujos motivos não foram revelados. Após a rádio nova-iorquina Z100 estrear seu single "Womanizer" em 26 de setembro de 2008, Spears apareceu inesperadamente no programa radiofônico que estreou a faixa, e anunciou que iria embarcar em uma turnê mundial no ano de 2009, em suporte de seu sexto álbum de estúdio, Circus (2008). Os concertos foram promovidos pela AEG Live. O coreógrafo australiano Wade Robson (que havia trabalhado com Spears em outras turnês) disse que a turnê visitaria os Estados Unidos, o Reino Unido, e possivelmente, a Austrália.
Depois de suas performances feitas no programa televisivo matinal Good Morning America de 2 de dezembro de 2008 — dia de seu aniversário de 27 anos —, Spears anunciou oficialmente a primeira etapa da turnê, formada por vinte e cinco concertos nos Estados Unidos e dois no Reino Unido, e também disse que a excursão teria início no dia 3 de março de 2009, iniciando-se na cidade de Nova Orleans. O grupo feminino The Pussycat Dolls foi selecionado como o ato de abertura da primeira etapa norte-americana da digressão. O empresário de Spears Larry Rudolph disse que os shows fariam "as mentes das pessoas se explodirem, e prometem ser shows que os fãs [de Britney] não vão esquecer". Ele acrescentou que "ela vai estar em toda velocidade durante todo o show — cerca de uma hora e meia. É bastante intenso. Este é um show de Britney Spears inteiramente desabrochado. É uma extravagância pop. É tudo que todo mundo espera dela — e muito mais!". Em 28 de abril de 2009, foram adicionadas oito datas europeias. No dia seguinte, foram adicionadas quatro datas na Rússia, na Polônia e na Alemanha. Em 9 de junho de 2009, Spears anunciou que faria uma turnê pela Austrália pela primeira vez, com shows agendados para novembro. Seis datas foram inicialmente adicionadas. Spears disse que "queria fazer uma turnê na Austrália há algum tempo e agora isso está finalmente acontecendo. Minha turnê [The] Circus [Starring Britney Spears] é o melhor show que eu já criei e eu não posso esperar para apresentá-la a todos os meus fãs australianos. Vejo vocês em breve!". No dia seguinte, foi anunciado em sua página oficial que ela iria retornar à América do Norte para uma segunda etapa, visitando vinte cidades. Também circularam rumores de que a digressão teria datas em países da América do Sul, como o Brasil, o Chile e Argentina. Entretanto, Adam Leber, gerente de Spears, negou tais alegações, apesar dos esforços de Spears e de sua equipe para visitar o continente.

## Desenvolvimento e caracterização

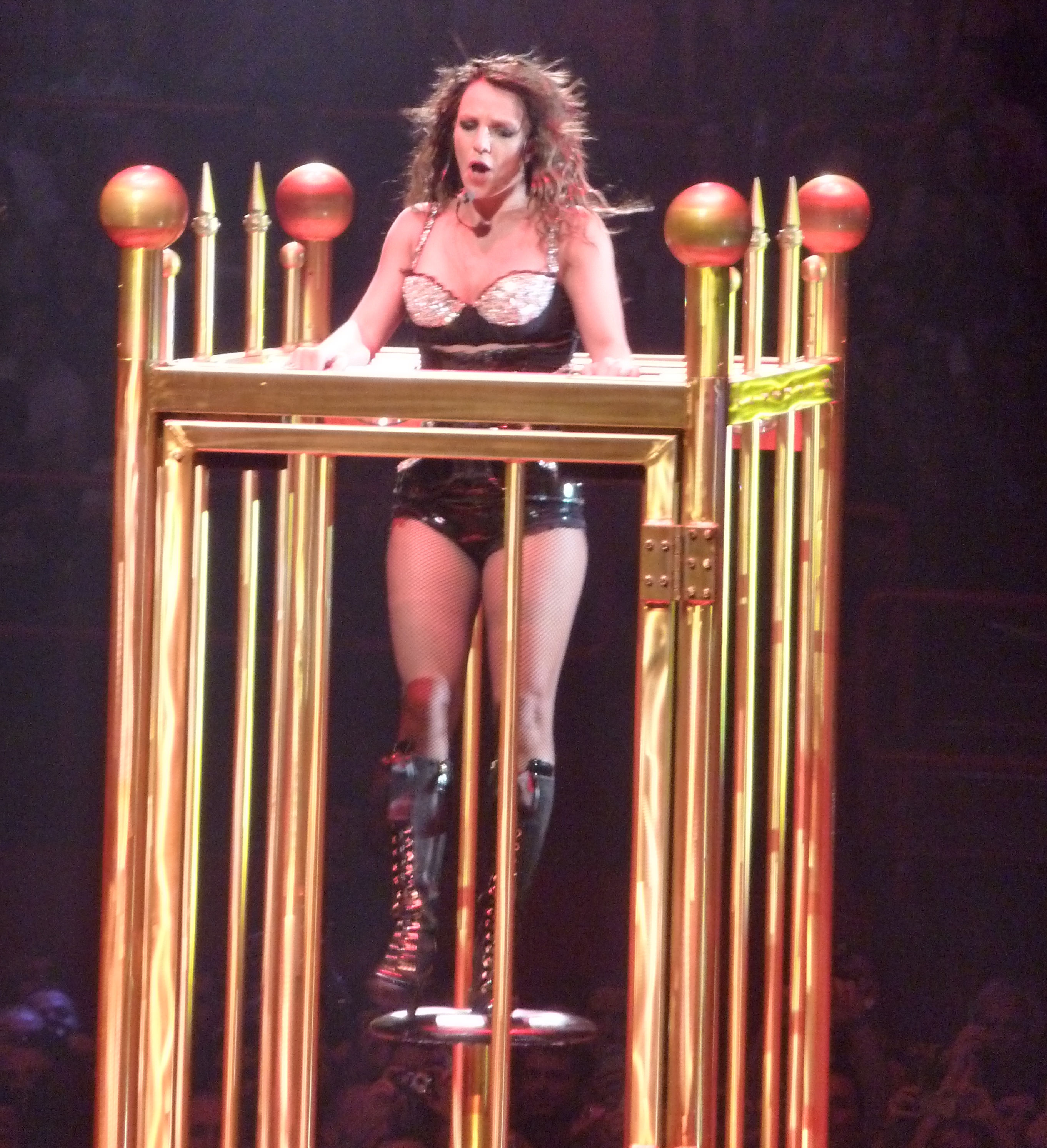
Spears apresentou "Piece of Me" trancada em uma jaula dourada.

Em outubro de 2008, Spears contratou Wade Robson — que já havia trabalhado como coreógrafo do vídeo musical de "I'm a Slave 4 U" e diretor da excursão Dream Within a Dream Tour — para dirigir a turnê; ele anunciou que os ensaios teriam início em janeiro. Sua esposa, Amanda Robson, foi contratada como co-diretora criativa. Andre Fuentes foi escolhido como o coreógrafo principal. No entanto, em 23 de dezembro de 2008, Robson e Fuentes foram substituídos por motivos desconhecidos por Jamie King, que já colaborou com Spears na Oops!... I Did It Again World Tour, sua primeira digressão mundial. Ele concebeu o elenco dos bailarinos e dos acrobatas, e trabalhou com Spears na seleção do repertório e nas coreografias. King descreveu o show como "sensual, divertido, explosivo e cheio de surpresas. Evitando tais elementos circenses tradicionais, como animais vivos, nós criamos algo inovador e emocionante usando contorcionistas, dançarinos, iluminação, fogo e outros efeitos especiais". Simon Ellis foi contratado como o diretor musical. O design de produção foi feito pela equipe Road Rage, formada por Nick Whitehouse, Bryan Leitch, William Baker e Steve Dixon. O design de iluminação foi feito pela Light Visual, formada por Whitehouse e Leitch. O palco foi desenhado por Road Rage e definido como in-the-round, com um grande círculo pintado no centro para parecer um alvo. Também havia dois satélites nas laterais, unificados por pequenas passarelas para se assemelhar a um verdadeiro circo. O palco foi construído pela Tait Towers e incluiu nove elevadores, que custaram um total de US$ 10.000.000. 3.000 bolas rolantes estiveram no palco, embaladas em 32 semis; foi necessária uma equipe de 150 pessoas para configurá-las. Uma tela semitransparente de cilindro Element Labs Stealth estava acima do palco, comprimindo 960 painéis que a Solotech construiu em molduras personalizadas. Os cenários foram desenhados por Dirk Decooedt. Três interlúdios foram filmados exclusivamente para a turnê: um vídeo de abertura com Perez Hilton, um vídeo de Spears regravando a versão de Marilyn Manson da canção "Sweet Dreams (Are Made of This)" e uma montagem final. Os três vídeos foram criados por Veneno. Os objetos contidos no palco, incluindo balanços, sofás, monociclos, postes de strip-tease, uma gaiola dourada e molduras gigantes, foram desenhados pela ShowFX Inc., que também forneceu sofás VIP customizados e forrados que limitaram o perímetro do palco. A VYV providenciou o controle de vídeo, que incluiu dois Photon, servidores de mídia de shows, além de dois controladores de fóton. Os servidores levaram timecodes para os espetáculos e envolveram as imagens ao redor da tela de discrição. Emric Epstein, membro da equipe, explicou que "os servidores e os softwares nos permite controlar um grande número de camadas de vídeo no telão de LED de 360º, composto das camadas em tempo real, e que transformam o resultado final, de modo que tudo pareça perfeito depois de passar os controladores de LED. Há também uma pré-visualização 3D surpreendente do palco e telões de vídeo do software para que você possa controlar ou reprogramar o show sem estar dentro da arena".

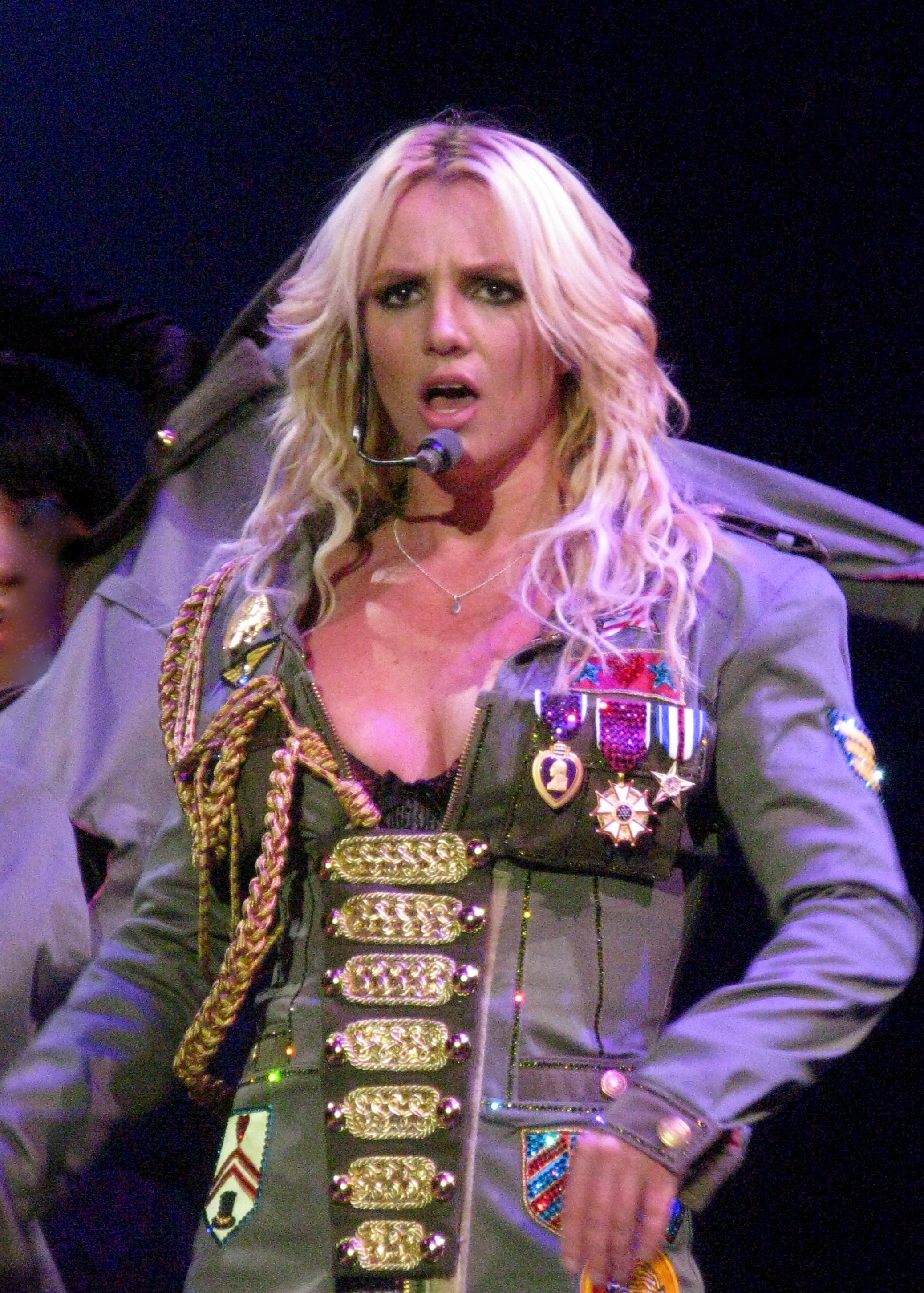
Na apresentação de "Boys", Spears apareceu vestida com um uniforme militar.

O som foi fornecido pela Solotech. Blake Suib, engenheiro da parte frontal do palco, explicou que, "[Eu] e a Solotech fomos convidados a trazer um design que bloqueasse a menor quantidade de assentos, mas providenciamos a qualidade e a cobertura que [Spears] espera e que nós estávamos procurando". O acesso público foi feito com 64 Milos que se dividiram em quatro travas; cada trava continha 16 travas. Duas destas travas estavam na linha de 50 jardas que apontavam um caminho e, logo atrás, mais duas ficavam em outra linha de 50 jardas, que apontavam o caminho oposto. Também estiveram presentes 32 Micas; cada uma das travas das Micas continha 16 travas, que apontavam para os lados. Cada uma das quatro travas tinham sua própria equalização e um controle de nível, de modo que um dos alto-falantes eram mais altos, que tinham uma equalização separada para compensar qualquer mudança no tom, devido à distância. Todos os componentes e as ferramentas utilizadas no acesso público foram desenhados pelo laboratório sonoro Meyer, incluindo três softwares: o primeiro se chamava Mapp, usado para decidir onde apontar o acesso público; o segundo era Simm, usado para analisar e alinhar o tempo do acesso com precisão; e o último era o Galileo, utilizado para equalizar e equilibrar todas as seções do acesso público. Os alto-falantes eram autoalimentados com amplificadores, também construídos pelo Meyer. Havia 24 subwoofers HP700, posicionados ao redor de todo o chão da arena, enquanto o Simm e o Galileu eram utilizados para alinhar o tempo. Spears usou um microfone de cabeça Crown CM-311AE, enquanto usava o beltpack do microfone (geralmente escondido no material de correspondência de cores) em sua parte superior ou na calça. Ela não usou pontos eletrônicos; em vez disso, 12 CQ da Meyer foram posicionados, com oito ficando ao redor do anel central e dois em cada um dos anéis menores. Spears pediu especificamente à Suib para preparar ao show um som semelhante aos de boates. A Solotech forneceu o pacote de iluminação, incluindo principalmente equipamentos Vari-Lite; cada VL3000s e VL3500s continha oitenta Vari-Lite e ficavam em várias posições, e 60 VL500s foram construídos perto da escada do palco. Whitehouse também forneceu 18 luminárias PRG Bad Boy, 16 das quais se localizavam em casulos penduradas em várias posições inferiores ao resto do equipamento, com dois a mais em cada extremidade do palco.  Cada um dos oito casulos foram alojados por duas destas luminárias, dois VL3500s, uma câmera de Robert Juliat Ivanhoe com scrollers sob o controle de DMX, e um Molefay. Cinquenta estroboscópios Martin Professional Atomic Color e quatro fachos frontais de Robert Juliat Aramis completaram o pacote de iluminação. A equipe de luz teve que ensaiar durante um mês para se preparar. A turnê também foi o primeiro a utilizar a versão para turnês do console PRG Virtuoso V676 para controlar o sistema, que foi usado desde o início da etapa europeia até o final da turnê. A pirotecnia e os jatos de fumaça utilizados no show foram criados por Lorenzo Cornacchia, membro da equipe de efeitos especiais Pyrotek da e Tait Towers.
Spears explicou que uma vez que ela não fez uma digressão para divulgar Blackout, ela estava animada para incluir faixas do álbum no repertório. O repertório acabou por incluir três canções de Circus, seis de Blackout e cinco de In the Zone (2003); outras partes do repertório eram compostas por uma mistura de "Breathe on Me" e "Touch of My Hand", ambos de In the Zone, e um remix de "...Baby One More Time", única canção executada do álbum homônimo (1999). "Everytime" foi a única canção não incluída no repertório previamente divulgado, mas foi realizada regularmente em alguns shows. O mágico Ed Alonzo juntou-se à Spears em um dos segmentos, e ela interpretou uma de suas assistentes. Alonzo afirmou: "Nós vamos estar fazendo os números clássicos de mágica, mas com um pouco de alta tecnologia. Estaremos fazendo um pouco de dissecação, transposição, desaparecimento e aparecimento — e se eu fizer um truque, ela não vai apenas segurar os adereços, mas realmente estará dentro das caixas grandes ou eu estarei cortando-a. (...) Alguns truques são bastante assustadores, mas ela fica bem ali, sem reservas". Os figurinos foram desenhados por Dean e Dan Caten, membros da DSquared2. Eles recriaram trajes circenses clássicos, como palhaços, malabaristas e trapezistas, mas de uma forma mais provocante. Eles comentaram:
| “ | Somos grandes fãs de Britney, e estávamos esperando o momento perfeito para colaborar com ela. Vai ser selvagem. Queríamos criar algo muito mais provocante e indecente (...) algo animalesco e primitivo. Estamos confiantes de que esta turnê parecia pareceria um tributo autobiográfico para aqueles que sempre foram o centro das atenções: examinados, observados, imitados, fotografados, criticados e amados, será um enorme sucesso. | ” |

Os trajes do primeiro segmento foram selecionados para representarem metamorfoses. O chapéu de acinonyx jubatus representou um animal.  A jaqueta e o chicote representavam uma mestra de cerimônias e um domador de leões. Spears pegou o chapéu no final da primeira faixa para revelar um espartilho cristalizado de diamantes Swarovski, meias de arrastão e botas, e entrou na jaula para representar um escravo. O figurino da música "Mannequin" incluiu calças pretas brim de True Religion e alças amarelas com strass, cujo figurino foi desenhado pela própria Spears. Os equipamentos de Spears continham duplicatas definidas no caso de qualquer problema, e foram numerados em sequência. O número total de figurinos usados foi de aproximadamente 350, mantidos em ordem por seis mulheres em tempo integral. Foi revelado que o custo total dos diamantes Swarovski foi acerca de US$ 150.000.

## Sinopse

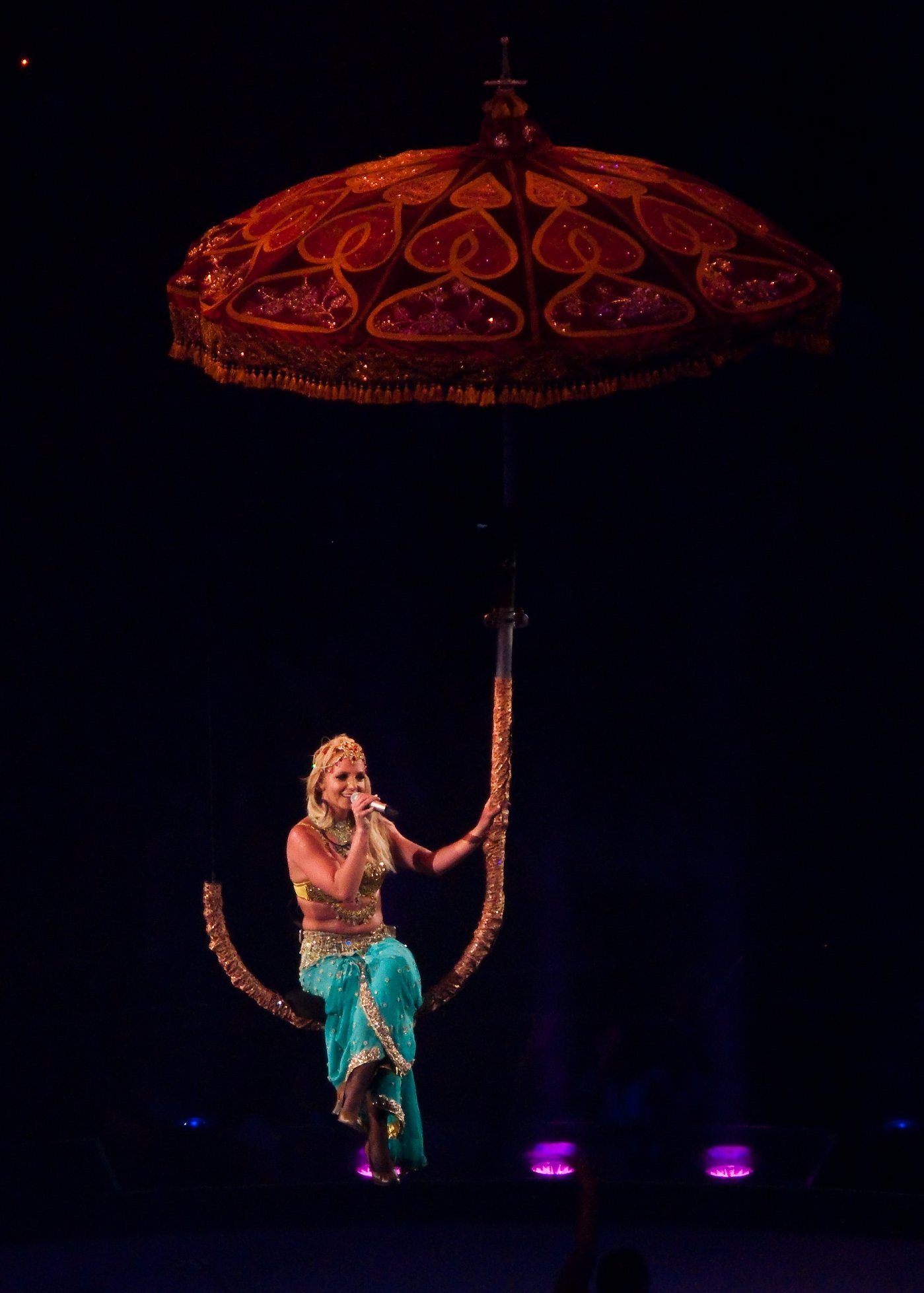
Ao sentar-se na haste de um guarda-chuva gigante, Spears apresentava "Everytime".

Os espetáculos foram divididos em quatro segmentos, todos com temas diferentes: The Circus, House of Fun (Anything Goes), Freakshow-Peepshow, Electro Circ e terminou com o bis. O show se iniciou com "Welcome to the Circus", um interlúdio em que Perez Hilton apareceu fantasiado como a rainha Elizabeth I. No meio do vídeo, a tela cilíndrica começou a subir, enquanto Spears apareceu no vídeo e atirou em Hilton com uma besta, fazendo-o cair de costas no chão. Ao passo em que o vídeo terminou, Spears desceu do teto em uma plataforma suspensa, usando um cocar, uma jaqueta de mestre de cerimônias e shorts pretos, além de botas de salto alto e carregando um chicote. Ela iniciou o concerto com uma performance de "Circus", que contou com acrobatas que tomaram o palco e giravam em anéis gigantes no ar. A apresentação terminou com Spears tirando sua jaqueta para revelar um espartilho cristalizado com diamantes Swaroski e, depois, correu para o centro do palco principal, onde ela estava cercada por jatos de fumaça. Ela entrou em uma gaiola dourada, onde apresentou "Piece of Me". Dentro da jaula, ela dançava e tentava escapar de seus dançarinos. Seguiu-se um breve interlúdio, com uma apresentação de acrobatas girando a partir de tecidos suspensos, simulando uma tempestade. Após o interlúdio, Spears entrou no palco em "Radar", que contou com danças em postes de strip-tease em cada um dos anéis do palco. O primeiro intermezzo apresentou seus dançarinos fazendo danças inspiradas por artes marciais no remix de LAZRtag feito para "Gimme More". No segundo bloco, o mágico Ed Alonzo subiu ao palco e Spears interpretou sua assistente em "Ooh Ooh Baby", entrando em uma caixa com seu corpo sendo serrado pela metade. Depois que ela saiu da caixa, uma outra caixa entrou no meio do palco. A performance terminou com Alonzo soltando as cortinas, mostrando que Spears tinha fugido dele, enquanto a parte superior da caixa explodiu em uma chuva de faíscas. Ao mesmo tempo, Spears reapareceu com quatro dançarinas em um dos satélites na performance de "Hot as Ice". A música seguinte foi a versão Co-Ed remix de "Boys", que Spears realizou vestida em um traje militar, enquanto estava cercado por seus dançarinos, em que alguns deles andavam de bicicleta. No final da canção, ela realizou um exercício militar com seus dançarinos antes de seguir-se "If U Seek Amy", que apresentou Spears empurrando seus dançarinos com uma rosa gigante, de um modo semelhante à Whac-A-Mole. Depois de um breve intervalo, Spears retornou para continuar o ato com um remix de "Me Against the Music" inspirado por Bollywood. Ela falou brevemente com os espectadores antes de sentar-se na haste de um guarda-chuva gigante, sendo levantada no ar para executar "Everytime".

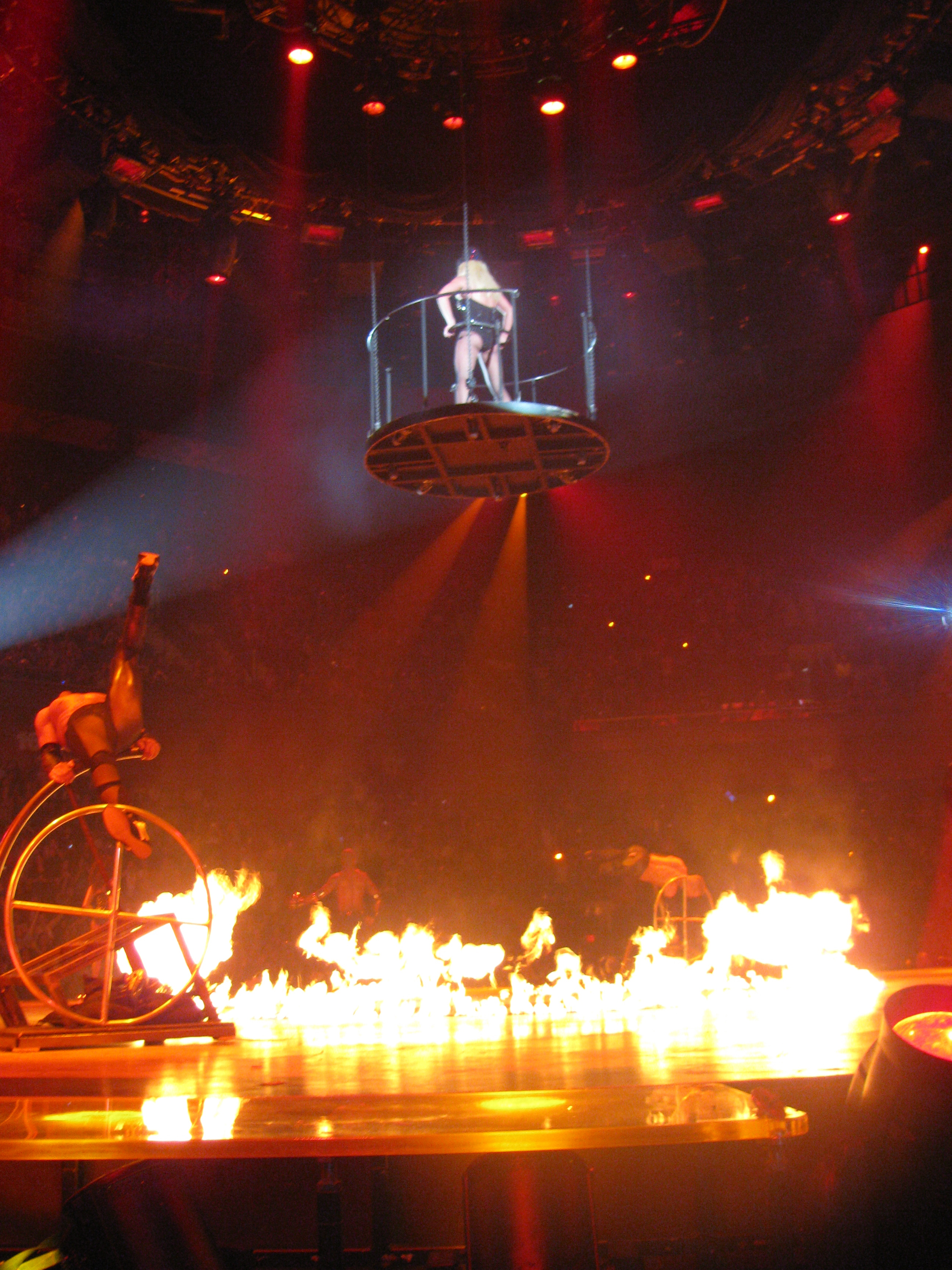
Durante a apresentação de "I'm a Slave 4 U", Spears era levantada em uma plataforma, enquanto era formado um anel de fogo no palco.

O show continuou com um interlúdio com a regravação de Marilyn Manson para "Sweet Dreams (Are Made of This)", que mostrou Spears em um ambiente de partido classicamente decadente, em que todos — exceto ela — estava usando máscaras. Uma voz distorcida acolheu os espectadores para o terceiro segmento, que iniciou-se com Spears aparecendo no palco para executar "Freakshow" e "Get Naked (I Got a Plan)". Um vídeo de falsificação de linhas de chats de fim-de-noite que caracterizam a "Linha quente de Britney" foi executado, enquanto palhaços levaram uma pessoa da plateia para fazer brincadeiras com a pessoa. Spears voltou para executar uma mistura de "Breathe on Me", onde dançava em um porta retrato gigante, e "Touch of My Hand", na qual ela usava um venda ao ser levantado no ar sentada nas costas de dois trapezistas. No quarto bloco, houve um interlúdio da banda, e Spears apareceu no palco para executar "Do Somethin'", com uma arma que disparava faíscas na mão. Foi seguida por um remix de "I'm a Slave 4 U", no qual ela foi levantada em uma plataforma com um anel de fogo começando a segui-la. No interlúdio "Heartbeat", os dançarinos apresentaram seus movimentos individuais. Spears cantou "Toxic" com movimentos ginásticos e rodeado de efeitos sci-fi com raios verdes. O segmento terminou com Spears e seus dançarinos realizando um remix de "...Baby One More Time". Depois de uma breve pausa, o bis começou com um interlúdio de "Break the Ice", que incluiu misturas de diversos vídeos musicais de Spears. Spears voltou no palco para uma performance de "Womanizer" vestido como uma policial. Spears e seus dançarinos se curvaram para cada lado da arena e saíram com "Circus" tocando no fundo. Algumas mudanças foram feitas no repertório ao longo de todo a digressão. Durante a noite de abertura, em Nova Orleans, Spears deveria realizar uma regravação de "I'm Scared", de Duffy, após "Everytime". No entanto, a folha com a letra da faixa desapareceu no palco e ela começou a se apresentar abaixo do palco, deixando dois cantores no palco principal. Mais tarde, a regravação foi retirada do repertório. "Mannequin" foi acrescentada no segundo espetáculo feito em Paris e foi realizada depois de "Get Naked (I Got a Plan)", com uma breve introdução de luzes. A faixa foi apresentada na digressão até 26 de julho de 2009. Uma regravação de "You Oughta Know", de Alanis Morissette, foi realizada em alguns shows durante a segunda etapa da América do Norte, começando em 5 de setembro de 2009. Além disso, "Piece of Me", "Radar", "Ooh Ooh Baby", "Do Somethin'", "I'm a Slave 4 U", "...Baby One More Time" e "Womanizer" foram remixadas no início da etapa europeia.

## Crítica profissional
| Críticas profissionais | Críticas profissionais |
| Avaliações da crítica  | Avaliações da crítica  |
| Fonte                  | Avaliação              |
| ---------------------- | ---------------------- |
| Toronto Sun            | [ 45 ]                 |

Stacey Plaisance, da Associated Press, comentou que a turnê foi "mais um grande passo na direção certa" e que Spears fez uma "uma força coreografada, se [as performances] foram superficiais". Ann Powers, periodista do Los Angeles Times, afirmou que "apesar dos tropeços na primeira noite e [os] vários números em que sua dança não era mais do que adequada, Spears pode chamar de forma segura que esta performance um sucesso". Jon Caramanica, do The New York Times, disse que "[o show] foi menos um show do que uma revista de estilo de complexidade intimidadora de Las Vegas. Durante todo [o concerto], embora ela fale pouco, a Sra. Spears apareceu radiante e sem restrições, muitas vezes sorrindo e nunca descompromissada". Dixie Reid, do The Sacramento Bee, comentou que o show foi "uma grande produção hipnotizante com vídeos de entretenimento [incluindo o infame beijo entre Spears e Madonna], confetes, estrelinhas e até mesmo um andador-pernilongo. Quem poderia pedir mais? Todos pareciam ter [passado] um bom tempo no circo". Neil McCormick, do jornal The Daily Telegraph, disse que Spears é "a rainha da linha de produção pop e recupera a coroa de diamantes com o espetáculo pop perfeitamente plástico mais organizado de todos os tempos alguma vez".
Chuck Arnold, escritor da revista People, escreveu que Spears "nunca atingiu realmente seu velho passo. (...) Havia muito mais do que coreografias e malabarismos reais [dela]". Jeff Montgomery, da MTV, fez uma análise mista da performance de Spears, dizendo: "Sim, bem-vindo ao circo de Britney, um grande, enorme, alto, engraçado e absurdo caso de três anéis. (...) Olhe atentamente a miríade de roupas dela, e ela ainda pode se mover com a melhor delas. (...) Bem, ela está apenas quase perdida na pura imensidão da produção ao redor dela". Jane Stevenson, do jornal Toronto Sun, atribuiu à apresentação de Spears três de cinco estrelas, afirmando que "muitas coisas estavam acontecendo — havia também artistas marciais, ciclistas, etc. —, não havia tempo para realmente avaliar e notar que Spears parecia grande. (...) Ela podia sincronizar as palavras com os lábios [pode-se supor] e escorar em torno do palco o suficiente, mas havia pouco no caminho da verdadeira paixão, alegria ou entusiasmo da parte dela". Criag Rosen, do The Hollywood Reporter, disse que "Britney e sua empresa entregaram um espetáculo divertido, mas não podia deixar a desejar que ela tira tudo e mostrar um pouco mais de si mesma". Sean Daly, periodista do St. Petersburg Times, resumiu todas as revisões, afirmando: "Quando Britney, em turnê de seu novo álbum Circus, apresenta o Times Forum, haverá maior número de pessoas torcendo por seu sucesso ou pelo fracasso dela. (...) Mas, no final, nós estamos com inveja e agradecimento, com ciúmes e aplausos. Nós gostamos deles / Nós gostamos e odiamos eles / Pelas mesmas razões".

## Controvérsia na etapa australiana
Antes que o primeiro dos shows australiano tivesse início, Virginia Judge, ministra da Fair Trading, disse que estava ciente de que Spears iria utilizar playback durante os concertos e que estaria pensando em incluir isenções em materiais promocionais e ingressos, indicando que partes do espetáculo seria pré-gravado. Estas medidas significariam uma mudança na legislação do país semelhante ao desastre da cerimônia de abertura dos Jogos Olímpicos de 2008. Judge explicou ainda a sua posição, dizendo: "Vamos ser claros — ao vivo significa ao vivo. Se você está gastando até US$ 200, eu acho que você merece coisa melhor do que um clipe de filmes". Steve Dixon, diretor da turnê, defendeu Spears, dizendo: "Este é um espetáculo pop, este é um show muito bom. Você vem pela experiência. Há muito para se ver neste concerto, não há nada como isso no mundo. Britney Spears vai entreter você, é por isso que as pessoas vêm. Nós absolutamente vamos dar-lhes um show". Depois de abrir a noite em Perth , o escritor anunciante Rebekah Devlin relatou que um número de fãs haviam saído do espetáculo. Eles ficaram aparentemente desapontados e indignados em relação a sincronização labial de Spears e seus passos de dança moderados. Promotor da etapa australiana da digressão, Paul Dainty falou sobre a situação, dizendo:
| “ | É a maior mentira que eu já ouvi. Eu estou muito bravo. Podemos ficar com calor se há algo de errado, e as pessoas podem rever os espetáculos de uma maneira malvada — que é algo que você tem que conviver —, mas dizer que as pessoas saíram do show foi uma absoluta fabricação. Britney está ciente de tudo isso e ela está extremamente chateada com isso. Ela é um ser humano. Estou envergonhado, com uma grande comissão internacional aqui com Britney, para fazer parte da mídia australiana e, quando vejo esse tipo de relatórios [que são] totalmente imprecisos. Isso rodou toda a Internet por nove meses, [mas] a inferência é que nós tentamos esconder isso. Foi o contrário. Este show é sobre um espetáculo incrível, o que ele realmente é. | ” |

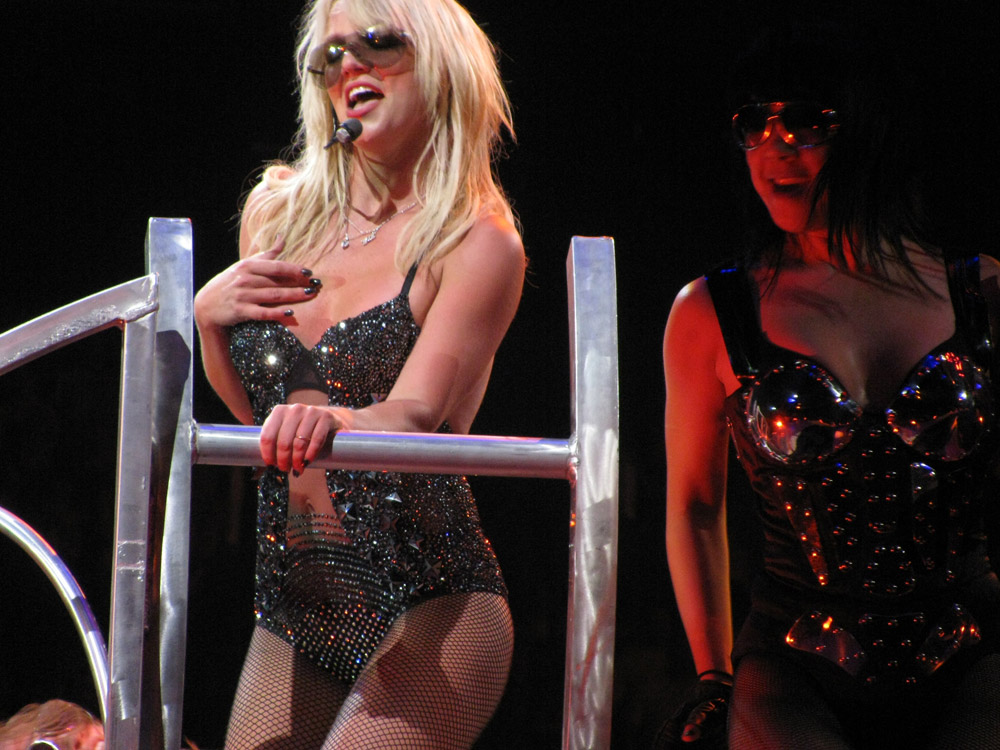
Spears apresentou "Do Somethin'" em uma plataforma rodeada de dançarinas.

Adam Leber, empresário de Spears, respondeu sobre tais alegações através de sua conta no Twitter, dizendo que "é lamentável que um jornalista em Perth não aproveitou o show da noite passada. Felizmente os outros 18.272 torcedores presentes fizeram". A página oficial de Spears também continha uma lista de comentários positivos de diversos fãs. O Burswood Dome também emitiu uma nota, dizendo: "No concerto da última (sexta-feira), vimos recordes de multidões vindo para a sua primeira apresentação em Perth e, a perspectiva de Burswood sobre o evento foi um relatório de enorme sucesso. Inicialmente, a mídia havia comentado que centenas de fãs deixaram o show mais cedo por não ser fundamentado, e a Burswood não recebeu nenhuma queixa sobre o concerto". Mais tarde, Spears falou sobre a situação com a BBC Online, dizendo: "Ouvi dizer que há muita controvérsia na mídia sobre o meu show. Alguns repórteres disseram que o amaram, e alguns não. Eu vim para a Austrália por causa dos meus fãs". A atenção negativa dos meios de comunicação continuou depois do concerto em Melbourne, quando foi alegado que fãs haviam colocado bilhetes para o restante dos espetáculos australianos à venda na página de compras on-line EBay por apenas 99 centavos. No entanto, Dainty disse que os detentores dos bilhetes não eram fãs de Spears, comentando que "Eles são apenas aproveitadores. Eles compram bilhetes por US$ 200 e acho que quando os concertos estiverem esgotados, eles vão revende-los por US$ 500".

## Suposta gravação
Durante a turnê, surgiram especulações de que os concertos feitos em Las Vegas nos dias 26 e 27 de setembro de 2009 seriam gravados e registrados no formato normal e também em 3D. Também surgiu uma filmagem profissional na Internet, originária do espetáculo feito em Copenhague. Em 12 de novembro de 2009, Adam Leber, empresário de Spears, divulgou através de seu Twitter que "(...) não há planos para um DVD da turnê Circus no momento". Em 26 de junho de 2012, surgiram rumores no página de Perez Hilton de que havia um DVD a ser lançado após uma suposta prévia de um concerto ter sido publicada na Internet. Entretanto, nenhum DVD oficial ou gravação promocional da turnê foi confirmado por Spears ou sua equipe.

## Atos de abertura
- The Pussycat Dolls (primeira etapa norte-americana)[16]
- Ciara (etapa europeia)[65]
- Slimmy (etapa europeia)[66]
- DJ Havana Brown (etapa europeia e australiana)[67]
- Cascada (etapa europeia)[68]
- Kristinia DeBarge (segunda etapa norte-americana)
- Girlicious (segunda etapa norte-americana)
- One Call (segunda etapa norte-americana)
- Jordin Sparks (segunda etapa norte-americana)[69]

## Repertório
O repertório abaixo é constituído pelo repertório no primeiro show da turnê em Nova Orleans, não sendo representativo de todos os shows.
Ato 1: Welcome To The Circus
- Perez Parade (video de introdução com participação de Perez Hilton.)

1. "Circus" (contém elementos de "Funky Remix")
2. "Piece of Me" (contém elementos de "Circus")

- Thunderstorm Segue

1. "Radar"

Segmento 2: House of Fun (Anything Goes)
- Martial Arts (contém elementos de "Gimme More (LAZRtag Remix)")

1. "Ooh Ooh Baby" / "Hot As Ice"
2. "Boys" (Co-Ed Remix)

- Sound Off Segue

1. "If U Seek Amy"
2. "Me Against the Music" (contém elementos de "Rishi Rich's Desi Kulcha Remix" e "Justice Remix")
3. "Everytime
4. "I'm Scared" (cover de Duffy)[71]

Segmento 3: Freakshow/Peepshow
- Everybody's Looking for Something (video de transição contendo trecho da canção "Sweet Dreams (Are Made of This)" de Marilyn Manson)

1. "Freakshow"
2. "Get Naked (I Got a Plan)"

- Britney's Hotline Segue (contém elementos de "Breathe on Me" e extratos de "Boys", "I'm A Slave 4 U" e "Gimme More")

1. "Breathe on Me" / "Touch of My Hand"

Segmento 4: Electro Circ
- Circus Theme (contém elementos de "The Circus Theme" e "Do Somethin'")

1. "Do Somethin'"
2. "I'm a Slave 4 U" (contém sample de "Light Your Ass on Fire" de Busta Rhymes)

- "Dancer Solo Segue" (contém elementos de "Creator" de Santigold, "Tell Me When To Go" de E-40 feat. Keak Da Sneak, "You" de Lloyd feat. Lil Wayne, "Swagga Like Us de T.I. & Jay-Z feat. Kanye West e Lil Wayne, "Lollipop" de Lil Wayne Feat. Static Major, "Universal Mind Control" de Common, "Wanna Be Startin' Somethin'" de Michael Jackson, "American Boy" de Estelle feat. Kanye West, "Pop Champagne" de Jim Jones & Ron Browz feat. Juelz Santana, "Don't Stop the Music" de Rihanna, "Everyone Nows (All the Girls Standing in the Line for the Bathroom)" de N.E.R.D., Brooklin (We Go Hard) de Jay-z feat. Santigold e Notorious B.I.G e Closer (canção de Ne-Yo) de Ne-Yo)

1. "Toxic"
2. "...Baby One More Time"

Segmento 5: Encore
- Run The Show (contém sample de "Break the Ice" e elementos de "I'm A Slave 4 U", "Gimme More")

1. "Womanizer"
2. "Circus Reprise: The Bow" (Intrumental da canção "Circus" durante a saída de Britney Spears e os dançarinos)

- "I'm Scared" só foi apresentada no primeiro show da turnê em Nova Orleans. Devido a um erro Britney fez a performance dessa música embaixo do palco deixando apenas dois dançarinos dançando. A canção foi retirada a partir do segundo show. A canção era apresentada logo após "Everytime".[72]
- Durante o "Britney's Hotline Segue" um fã escolhido na platéia subia no palco e se sentava em uma poltrona e ficava lá durante as performances de "Breathe on Me" / "Touch of My Hand".[72]
- Britney fez cover da canção "You Oughta Know" de Alanis Morisette, sua cantora preferida. Essa canção foi cantada em datas selecionadas na segunda etapa da fase Norte Americana. A canção era apresentada logo antes de "Me Against the Music".
- "Mannequin" foi apresentada nos show da fase europeia. A canção foi adicionada no segundo show de Paris no dia 5 de Julho de 2009 e foi apresentada até 26 de Julho de 2009. A canção era apresentada após "Get Naked (I Got A Plan)" após uma pequena introdução com o palco todo iluminado.[72]
- Na fase europeia as canções "Piece of Me", "Radar", "Ooh Ooh Baby", "Do Somethin'", "I'm a Slave 4 U", "...Baby One More Time" e "Womanizer" foram remixadas.[72]

## Datas
| Etapa 1 — América do Norte |                |                |                                   |
| 3 de março de 2009         | Nova Orleans   | Estados Unidos | New Orleans Arena                 |
| 5 de março de 2009         | Atlanta        | Estados Unidos | Philips Arena                     |
| 7 de março de 2009         | Miami          | Estados Unidos | American Airlines Arena           |
| 8 de março de 2009         | Tampa          | Estados Unidos | St. Pete Times Forum              |
| 11 de março de 2009        | Uniondale      | Estados Unidos | Nassau Veterans Memorial Coliseum |
| 13 de março de 2009        | Newark         | Estados Unidos | Prudential Center                 |
| 14 de março de 2009        | Newark         | Estados Unidos | Prudential Center                 |
| 16 de março de 2009        | Boston         | Estados Unidos | TD Banknorth Garden               |
| 18 de março de 2009        | Toronto        | Canadá         | Air Canada Centre                 |
| 19 de março de 2009        | Toronto        | Canadá         | Air Canada Centre                 |
| 20 de março de 2009        | Montreal       | Canadá         | Bell Centre                       |
| 23 de março de 2009        | Uniondale      | Estados Unidos | Nassau Veterans Memorial Coliseum |
| 24 de março de 2009        | Washington     | Estados Unidos | Verizon Center                    |
| 27 de março de 2009        | Pittsburgh     | Estados Unidos | Mellon Arena                      |
| 30 de março de 2009        | Houston        | Estados Unidos | Toyota Center                     |
| 31 de março de 2009        | Dallas         | Estados Unidos | American Airlines Center          |
| 2 de abril de 2009         | Kansas City    | Estados Unidos | Sprint Center                     |
| 3 de abril de 2009         | Minneapolis    | Estados Unidos | Target Center                     |
| 6 de abril de 2009         | Edmonton       | Canadá         | Rexall Place                      |
| 8 de abril de 2009         | Vancouver      | Canadá         | Rogers Arena                      |
| 9 de abril de 2009         | Tacoma         | Estados Unidos | Tacoma Dome                       |
| 11 de abril de 2009        | Sacramento     | Estados Unidos | ARCO Arena                        |
| 12 de abril de 2009        | San Jose       | Estados Unidos | HP Pavillion                      |
| 14 de abril de 2009        | Salt Lake City | Estados Unidos | EnergySolutions Arena             |
| 16 de abril de 2009        | Los Angeles    | Estados Unidos | Staples Center                    |
| 17 de abril de 2009        | Los Angeles    | Estados Unidos | Staples Center                    |
| 19 de abril de 2009        | Anaheim        | Estados Unidos | Honda Center                      |
| 20 de abril de 2009        | Anaheim        | Estados Unidos | Honda Center                      |
| 22 de abril de 2009        | Oakland        | Estados Unidos | Oracle Arena                      |
| 24 de abril de 2009        | Glendale       | Estados Unidos | Jobing.com Arena                  |
| 25 de abril de 2009        | Las Vegas      | Estados Unidos | MGM Grand Garden Arena            |
| 28 de abril de 2009        | Rosemont       | Estados Unidos | Allstate Arena                    |
| 29 de abril de 2009        | Rosemont       | Estados Unidos | Allstate Arena                    |
| 30 de abril de 2009        | Columbus       | Estados Unidos | Schottenstein Center              |
| 2 de maio de 2009          | Uncasville     | Estados Unidos | Mohegan Sun Arena                 |
| 3 de maio de 2009          | Uncasville     | Estados Unidos | Mohegan Sun Arena                 |
| 5 de maio de 2009          | Montreal       | Canadá         | Bell Centre                       |
| Etapa 2 — Europa           |                |                |                                   |
| 3 de junho de 2009         | Londres        | Reino Unido    | The O2 Arena                      |
| 4 de junho de 2009         | Londres        | Reino Unido    | The O2 Arena                      |
| 6 de junho de 2009         | Londres        | Reino Unido    | The O2 Arena                      |
| 7 de junho de 2009         | Londres        | Reino Unido    | The O2 Arena                      |
| 10 de junho de 2009        | Londres        | Reino Unido    | The O2 Arena                      |
| 11 de junho de 2009        | Londres        | Reino Unido    | The O2 Arena                      |
| 13 de junho de 2009        | Londres        | Reino Unido    | The O2 Arena                      |
| 14 de junho de 2009        | Londres        | Reino Unido    | The O2 Arena                      |
| 17 de junho de 2009        | Manchester     | Reino Unido    | Manchester Evening News Arena     |
| 19 de junho de 2009        | Dublin         | Irlanda        | The O2                            |
| 20 de junho de 2009        | Dublin         | Irlanda        | The O2                            |
| 4 de julho de 2009         | Paris          | França         | Palais Omnisports de Paris-Bercy  |
| 5 de julho de 2009         | Paris          | França         | Palais Omnisports de Paris-Bercy  |
| 6 de julho de 2009         | Paris          | França         | Palais Omnisports de Paris-Bercy  |
| 9 de julho de 2009         | Antuérpia      | Bélgica        | Antwerp Sportpaleis               |
| 11 de julho de 2009        | Copenhague     | Dinamarca      | Estádio Parken                    |
| 13 de julho de 2009        | Estocolmo      | Suécia         | Ericsson Globe                    |
| 14 de julho de 2009        | Estocolmo      | Suécia         | Ericsson Globe                    |
| 16 de julho de 2009        | Helsinque      | Finlândia      | Hartwall Areena                   |
| 19 de julho de 2009        | São Petesburgo | Rússia         | Ice Palace Arena                  |
| 21 de julho de 2009        | Moscou         | Rússia         | Oliympiyskiy Arena                |
| 26 de julho de 2009        | Berlim         | Alemanha       | O2 World Arena                    |
| Etapa 3 — América do Norte |                |                |                                   |
| 20 de agosto de 2009       | Hamilton       | Canadá         | Copps Coliseum                    |
| 21 de agosto de 2009       | Ottawa         | Canadá         | Scotiabank Place                  |
| 24 de agosto de 2009       | Nova Iorque    | Estados Unidos | Madison Square Garden             |
| 25 de agosto de 2009       | Nova Iorque    | Estados Unidos | Madison Square Garden             |
| 26 de agosto de 2009       | Nova Iorque    | Estados Unidos | Madison Square Garden             |
| 29 de agosto de 2009       | Boston         | Estados Unidos | TD Banknorth Garden               |
| 30 de agosto de 2009       | Filadélfia     | Estados Unidos | Wachovia Center                   |
| 1º de setembro de 2009     | Orlando        | Estados Unidos | Amway Arena                       |
| 2 de setembro de 2009      | Miami          | Estados Unidos | American Airlines Arena           |
| 4 de setembro de 2009      | Atlanta        | Estados Unidos | Philips Arena                     |
| 5 de setembro de 2009      | Greensboro     | Estados Unidos | Greensboro Coliseum Complex       |
| 8 de setembro de 2009      | Auburn Hills   | Estados Unidos | The Palace of Auburn Hills        |
| 9 de setembro de 2009      | Rosemont       | Estados Unidos | Allstate Arena                    |
| 11 de setembro de 2009     | Des Moines     | Estados Unidos | Wells Fargo Arena                 |
| 12 de setembro de 2009     | Grand Forks    | Estados Unidos | Alerus Center                     |
| 15 de setembro de 2009     | Tulsa          | Estados Unidos | BOK Center                        |
| 16 de setembro de 2009     | Houston        | Estados Unidos | Toyota Center                     |
| 18 de setembro de 2009     | Dallas         | Estados Unidos | American Airlines Center          |
| 19 de setembro de 2009     | Bossier City   | Estados Unidos | CenturyTel Center                 |
| 21 de setembro de 2009     | El Paso        | Estados Unidos | Don Haskins Center                |
| 23 de setembro de 2009     | Los Angeles    | Estados Unidos | Staples Center                    |
| 24 de setembro de 2009     | San Diego      | Estados Unidos | San Diego Sports Arena            |
| 26 de setembro de 2009     | Las Vegas      | Estados Unidos | Mandalay Bay Events Center        |
| 27 de setembro de 2009     | Las Vegas      | Estados Unidos | Mandalay Bay Events Center        |
| Etapa 4 — Austrália        |                |                |                                   |
| 6 de novembro de 2009      | Perth          | Austrália      | Burswood Dome                     |
| 7 de novembro de 2009      | Perth          | Austrália      | Burswood Dome                     |
| 11 de novembro de 2009     | Melbourne      | Austrália      | Rod Laver Arena                   |
| 12 de novembro de 2009     | Melbourne      | Austrália      | Rod Laver Arena                   |
| 13 de novembro de 2009     | Melbourne      | Austrália      | Rod Laver Arena                   |
| 16 de novembro de 2009     | Sydney         | Austrália      | Acer Arena                        |
| 17 de novembro de 2009     | Sydney         | Austrália      | Acer Arena                        |
| 19 de novembro de 2009     | Sydney         | Austrália      | Acer Arena                        |
| 20 de novembro de 2009     | Sydney         | Austrália      | Acer Arena                        |
| 22 de novembro de 2009     | Brisbane       | Austrália      | Brisbane Entertainment Centre     |
| 24 de novembro de 2009     | Brisbane       | Austrália      | Brisbane Entertainment Centre     |
| 25 de novembro de 2009     | Brisbane       | Austrália      | Brisbane Entertainment Centre     |
| 27 de novembro de 2009     | Melbourne      | Austrália      | Rod Laver Arena                   |
| 29 de novembro de 2009     | Adelaide       | Austrália      | Adelaide Entertainment Centre     |

Concertos cancelados
| Data                | Cidade   | País    | Local | Razão              |
| ------------------- | -------- | ------- | ----- | ------------------ |
| 24 de julho de 2009 | Varsóvia | Polônia | TWKS  | Disputa contratual |

## Faturamento
Uma semana depois da turnê ser anunciada, 400 mil ingressos foram comprados para os shows norte-americanos, o que levou a adição de mais sete datas em Los Angeles, Toronto, Nova Jersey, Chicago, Long Island, Anaheim e Montreal. Devido a grande procura de ingressos dos espetáculos na Inglaterra, mais seis concertos foram adicionados a uma agenda com apenas dois shows no país, vendendo mais de 100.000 ingressos em uma semana. A performance de Spears no American Airlines Arena quebrou o recorde de maior público, anteriormente detido por Celine Dion, com um público de 18.644 pessoas. A primeira etapa norte-americana, que teve todos os seus ingressos vendidos, resultou em uma média de 20.498 ingressos por espetáculo e uma receita de 61.600 mil dólares, tornando-se a turnê com bilheteria no primeiro semestre de 2009 no continente. Além disso, a turnê arrecadou US$ 13.000.000 nos shows de Londres, Manchester e Dublin, com uma receita total de US$ 74.600.000, tornando-a como a terceira turnê com maior bilheteria mundialmente. O concerto feito no Estádio Parken, em Copenhague, reuniu 40.000 pessoas, o maior público de Spears desde seus concertos em 2002 na Cidade do México.
A segunda etapa norte-americana também teve todos os seus ingressos comercializados, com uma receita de US$ 21.400.000, e foi informado que a excursão tinha arrecadado US$ 94 milhões. Os primeiros três shows em Melbourne também tiveram todos os ingressos vendidos. Os quatro concertos na Acer Arena, em Sydney, vendeu 66.247 bilhetes, fazendo de Spears a pessoa com maior público de todos os tempos na arena. De acordo com a Billboard, foi a turnê com a sétima maior arrecadação entre as 25 com maior arrecadação no ano 2009, sendo previamente relatada uma receita de US$ 94.000.000. Entretanto, a publicação contou apenas 70 dos 97 concertos. A digressão também tornou Spears como a vigésima primeira maior artista de turnês da década de 2009, tornando-se a artista mais jovem na lista e também a quarta artista feminina, atrás apenas de Madonna, Celine Dion e Cher. A turnê também foi classificada como a quarta turnê de maior bilheteria do ano na América do Norte, tornando-se a turnê de um artista solo com maior arrecadação. Em fevereiro de 2010, a Pollstar lançou sua lista das cinquenta maiores turnês mundiais de 2009. A turnê foi classificada na quinta posição entre as com maior arrecadação naquele ano ao redor do mundo, com uma receita de US$ 131.800.000. Em maio de 2010, a Hollyscoop classificou a turnê na quinta posição entre as quinze turnês mais rentáveis de artistas do sexo feminino de todos os tempos.
| Local                        | Cidade          | Ingressos vendidos / Disponíveis | Receita         |
| ---------------------------- | --------------- | -------------------------------- | --------------- |
| New Orleans Arena            | Nova Orleans    | 16.810 / 16.810                  | US$ 1.604.815   |
| Phillips Arena               | Atlanta         | 17.194 / 17.194                  | US$ 1.695.449   |
| American Airlines Arena      | Miami           | 18.644 / 18.644                  | US$ 1.972.928   |
| St. Pete Times Forum         | Tampa           | 18.929 / 18.929                  | US$ 1.818.011   |
| Nassau Coliseum              | Uniondale       | 33.549 / 33.549                  | US$ 3.623.790   |
| Prudential Center            | 33.535 / 33.535 | US$ 3.865.005                    |                 |
| TD Banknorth Garden          | Boston          | 15.659 / 15.659                  | US$ 1.909.235   |
| Air Canada Centre            | Toronto         | 37.912 / 37.912                  | US$ 3.714.316   |
| Bell Centre                  | Montreal        | 21.234 / 21.234                  | US$ 1.911.733   |
| Nassau Coliseum              | Uniondale       | —                                | —               |
| Verizon Center               | Washington      | 18.160 / 18.160                  | US$ 1.859.147   |
| Mellon Arena                 | Pittsburgh      | 16.146 / 16.146                  | US$ 1.553.944   |
| Toyota Center                | Houston         | 16.604 / 16.604                  | US$ 1.749.704   |
| American Airlines Center     | Dallas          | 17.869 / 17.869                  | US$ 1.830.923   |
| Sprint Center                | Kansas City     | 16.872 / 16.872                  | US$ 1.567.486   |
| Targret Center               | Minneapolis     | 17.694 / 17.694                  | US$ 1.420.032   |
| Rexall Place                 | Edmonton        | 17.109 / 17.109                  | US$ 1.422.220   |
| General Motors Place         | Vancouver       | 18.040 / 18.040                  | US$ 1.555.132   |
| Tacoma Dome                  | Tacoma          | 21.828 / 21.828                  | US$ 1.694.410   |
| ARCO Arena                   | Sacramento      | 15.975 / 15.975                  | US$ 1.293.323   |
| HP Pavillion                 | San Jose        | 17.869 / 17.869                  | US$ 1.834.352   |
| EnergySolutions Arena        | Salt Lake City  | 17.095 / 17.095                  | US$ 1.076.551   |
| Staples Center               | Los Angeles     | 33.142 / 33.142                  | US$ 4.062.953   |
| Honda Center                 | Anaheim         | 31.582 / 31.582                  | US$ 3.081.963   |
| Oracle Arena                 | Oakland         | 17.694 / 17.694                  | US$ 1.310.285   |
| Jobling.com Arena            | Glendale        | 17.005 / 17.005                  | US$ 1.769.063   |
| MGM Grand Center             | Las Vegas       | 15.728 / 15.728                  | US$ 2.482.352   |
| Allstate Arena               | Rosemont        | 32.942 / 32.942                  | US$ 3.194.384   |
| Schotteinstein Center        | Columbus        | 17.221 / 17.221                  | US$ 1.434.383   |
| Mohegan Sun Arena            | Uncasville      | 18.611 / 18.611                  | US$ 2.349.446   |
| The O2 Arena                 | Londres         | 139.778 / 139.778                | US$ 9.959.306   |
| Copps Coliseum               | Hamilton        | 16.629 / 16.629                  | US$ 943.852     |
| Scotiabank Place             | Ottawa          | 15.883 / 15.883                  | US$ 1.071.229   |
| Madison Square Garden        | Nova Iorque     | 53.356 / 53.356                  | US$ 3.814.089   |
| TD Banknorth Garden          | Boston          | 15.330 / 15.330                  | US$ 1.036.457   |
| Wachovia Center              | Filadélfia      | 17.641 / 17.641                  | US$ 1.165.725   |
| Amway Arena                  | Orlando         | 16.408 / 16.408                  | US$ 687.437     |
| American Airlines Arne       | Miami           | 14.502 / 14.502                  | US$ 873.099     |
| Phillips Arena               | Atlanta         | 11.900 / 11.900                  | US$ 655.507     |
| The Palace of Auburn Hills   | Auburn Hills    | 12.572 / 12.572                  | US$ 935.772     |
| Allstate Arena               | Rosemont        | 15.695 / 15.695                  | US$ 722.618     |
| Alerus Center                | Grand Forks     | 12.713 / 12.713                  | US$ 849.983     |
| BOK Center                   | Tulsa           | 16.930 / 16.930                  | US$ 794.596     |
| Toyota Center                | Houston         | 11.347 / 11.347                  | US$ 738.656     |
| American Airlines Center     | Dallas          | 13.471 / 13.471                  | US$ 1.098.940   |
| Don Haskins Center           | El Paso         | 11.531 / 11.531                  | US$ 928.907     |
| Staples Center               | Los Angeles     | 15.306 / 15.306                  | US$ 1.162.646   |
| Mandalay Bay                 | Las Vegas       | 18.799 / 18.799                  | US$ 1.712.858   |
| Acer Arena                   | Sydney          | 66.247 / 69.640                  | US$ 9.085.822   |
| Brisbane Entertaiment Centre | Brisbane        | 29.457 / 39.876                  | US$ 4.053.770   |
| Total                        | Total           | 1.177.101 / 1.195.236 (98.5%)    | US$ 131.800.000 |